# Holzheim (Nürnberg)
Holzheim (fränkisch: Huldshaim)  ist ein Stadtteil der kreisfreien Stadt Nürnberg. Zusammen mit Mühlhof, Krottenbach, Lohhof und Gerasmühle bildet Holzheim den Statistischen Bezirk 55 (Krottenbach, Mühlhof).

## Geographische Lage
Die Stadtrandsiedlung Holzheim bildet mit Mühlhof im Norden eine geschlossene Siedlung und liegt im Süden Nürnbergs, östlich von Krottenbach und westlich von Reichelsdorf an der im Osten vorbeifließenden Rednitz. Holzheim besteht größtenteils Wohngebiet, im Nordosten zwischen B 2 und der Rednitz befindet sich ein Gewerbegebiet. Südlich des Ortes liegt die Schwedenschlucht. Die Bundesstraße 2 führt nach Reichelsdorf (1,1 km nördlich) bzw. nach Wolkersdorf (1,4 km südlich). Eine Gemeindeverbindungsstraße führt über Mühlhof nach Krottenbach (1,1 km nordwestlich).

## Geschichte
Der Ort wurde 1287 als „Holzheim“ erstmals urkundlich erwähnt, als die Deutschordenskommende Nürnberg u. a. einen Hof in Holzheim erwarb. Der andere Hof wurde von Irmgart von Sülzburg erworben, den sie bereits 1306 mit dem Deutschen Orden gegen ein anderes Anwesen eintauschte. Der Ortsname bedeutet Siedlung bei dem Wald.
1732 gab es laut den Oberamtsbeschreibungen von Johann Georg Vetter in Holzheim 3 Anwesen, die alle der Deutschordenskommende Nürnberg unterstanden. Auch gegen Ende des 18. Jahrhunderts gab es in Holzheim 3 Anwesen (1 Ganzhof, 2 Halbhöfe). Das Hochgericht übte das brandenburg-ansbachische Oberamt Schwabach aus. Einen Gemeindeherrn hatte der Ort nicht. Alle Anwesen hatten die Deutschordenskommende Nürnberg als Grundherrn. 1800 gab es im Ort weiterhin 3 Anwesen, die dem Deutschen Orden unterstanden.
Von 1797 bis 1808 unterstand der Ort dem Justiz- und Kammeramt Schwabach. Im Rahmen des Gemeindeedikts wurde 1808 Holzheim dem Steuerdistrikt Dietersdorf, I. Sektion und der 1818 gebildeten Ruralgemeinde Dietersdorf zugeordnet. Am 14. Oktober 1959 wurde die Gemeinde in Wolkersdorf umbenannt. Am 1. Juli 1972 wurde Holzheim im Zuge der Gebietsreform in Bayern nach Nürnberg eingegliedert.

### Einwohnerentwicklung
| Jahr      | 001818 | 001840 | 001861 | 001871 | 001885 | 001900 | 001925 | 001950 | 001961 | 001970 | 001987 |
| Einwohner | 30     | 30     | 43     | 33     | 42     | 36     | 36     | 141    | 225    | 230    | 622    |
| Häuser    | 5      | 5      |        |        | 7      | 6      | 6      | 30     | 41     |        | 179    |
| Quelle    | [ 12 ] | [ 13 ] | [ 14 ] | [ 15 ] | [ 16 ] | [ 17 ] | [ 18 ] | [ 19 ] | [ 20 ] | [ 21 ] | [ 1 ]  |

## Religion
Der Ort ist seit der Reformation evangelisch-lutherisch geprägt und nach St. Georg (Dietersdorf) gepfarrt. Die Einwohner römisch-katholischer Konfession sind nach Heilige Familie (Nürnberg) gepfarrt.